# Can Dameto
Can Dameto és un habitatge familiar del nucli urbà de Campos, Mallorca, alineat entre mitgeres, en forma d'"I" o compacte, construït majoritàriament amb la tècnica de pedra en verd, que integra una torre de defensa de planta quadrangular que fa cantonada, amb un cos de tres altures i teulada de quatre vessants. L'interior de la planta baixa té coberta de volta.
L'habitatge té planta rectangular i alçat de dos pisos, amb coberta de teulada de doble vessant cap al frontis. La façana és de paredat comú amb carreus de marès al portal, el sòcol i les cantoneres. Totes les obertures es troben disposades de manera simètrica respecte de l'eix central de l'edifici. El portal major és d'arc rodó i la portassa és d'arc rebaixat. Hi ha un altre portal, avui en dia condemnat, d'arc rodó. Totes aquestes obertures són de marès. Vora la portassa hi ha una fermadora de bísties. A la planta baixa hi ha una finestra amb ampit de fillola de caires serrats amb bocell. En el primer pis hi ha dues finestres amb fillola de caires rectes acanalada amb bocell, així com una altra finestra de caires serrats acanalada sense bocell, amb brancals i dintell d'una peça de marès.Tant a la planta baixa, com en el primer en el segon pis hi ha una finestra balconera. En el primer pis es conserva també un finestró quadrat amb esplandit extern.
L'interior conserva una franja emmacada de pedra petita formant dibuixos octogonals.
La planta baixa presenta una primera crugia de dos trams de volta d'aresta, una segona d'embigat de llenyam a escaire amb travessera, i una tercera crugia amb volta, però del segle xix. L'arc de la paret mitgera de càrrega entre els dos aiguavessos és carpanell molt rebaixat. La rajola és de terra cuita i es veuen restes d'un pilar octogonal. L'escala és de dos trams a escaire en el cos principal.